# Tournure

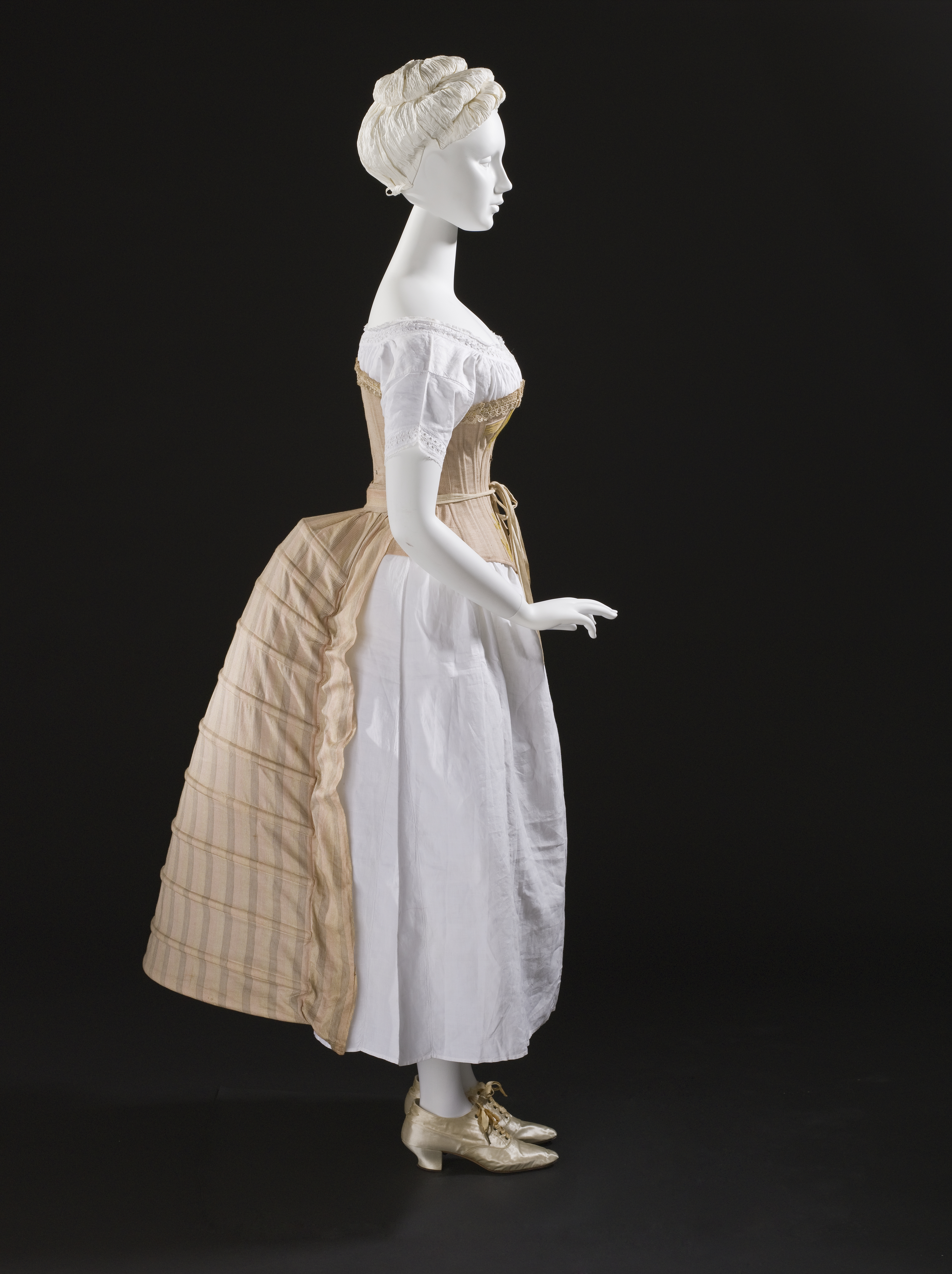
Una tournure del 1885 ca.

La tournure (o sellino) è un tipo di sottostruttura usata per sostenere il panneggio della gonna delle dame alla fine del XIX secolo. Il suo successo decretò il definitivo tramonto della crinolina.

## Storia

### Transizione dalla crinolina (1867-1872)

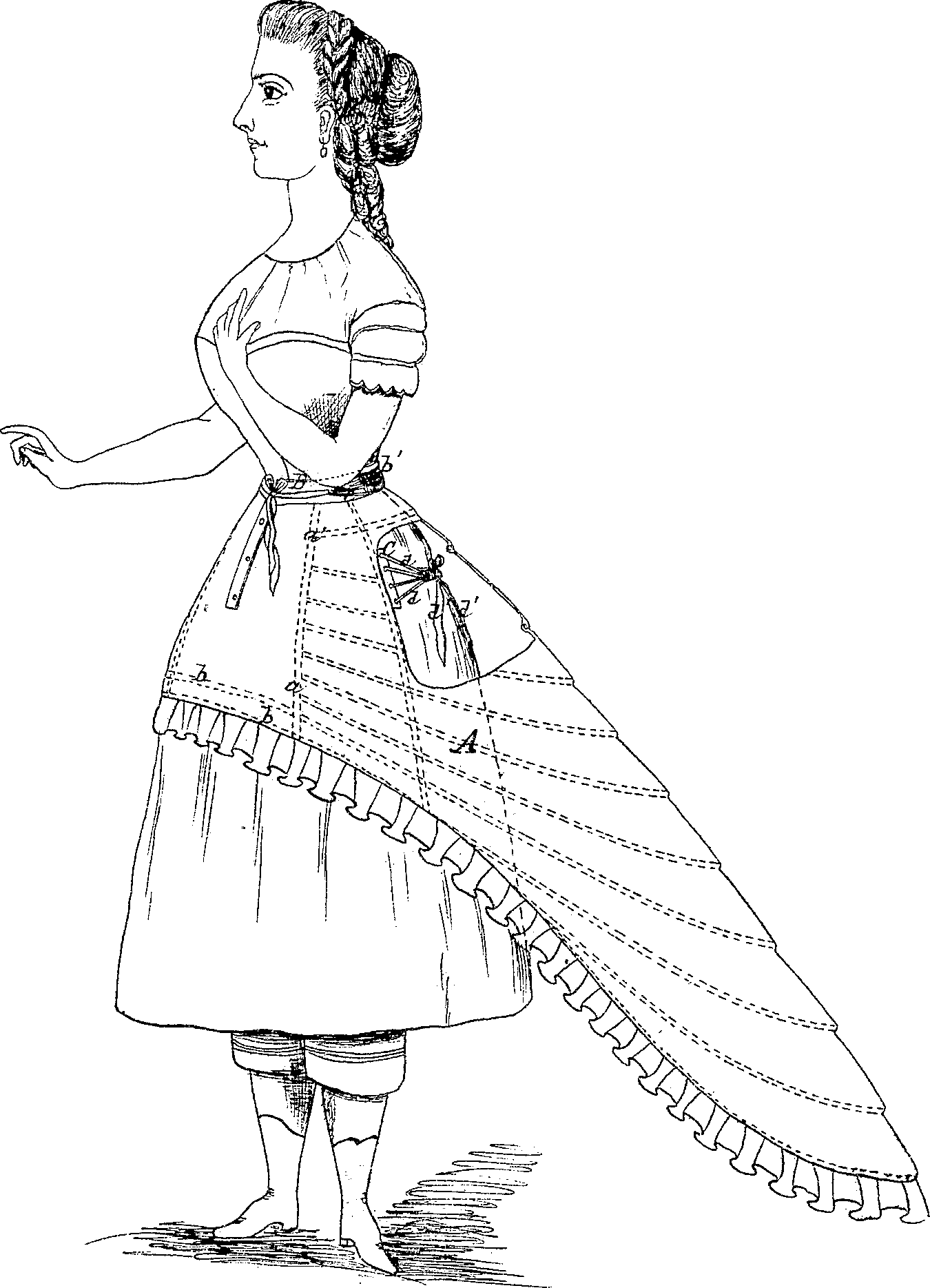
La demi-crinoline, 1867.

Charles Frederick Worth, stanco delle dimensioni raggiunte dalle crinoline a campana, lanciò una nuova sottostruttura chiamata demi-crinoline. Il nuovo indumento era fondamentalmente una crinolina asimmetrica che si presentava piatta sulla parte anteriore e gonfia su quella posteriore, tenuta rigida da una mezza gabbia balenata. Questo nuovo tipo di crinolina era l'antesignano della tournure.

### Prima tournure (1869-1876)

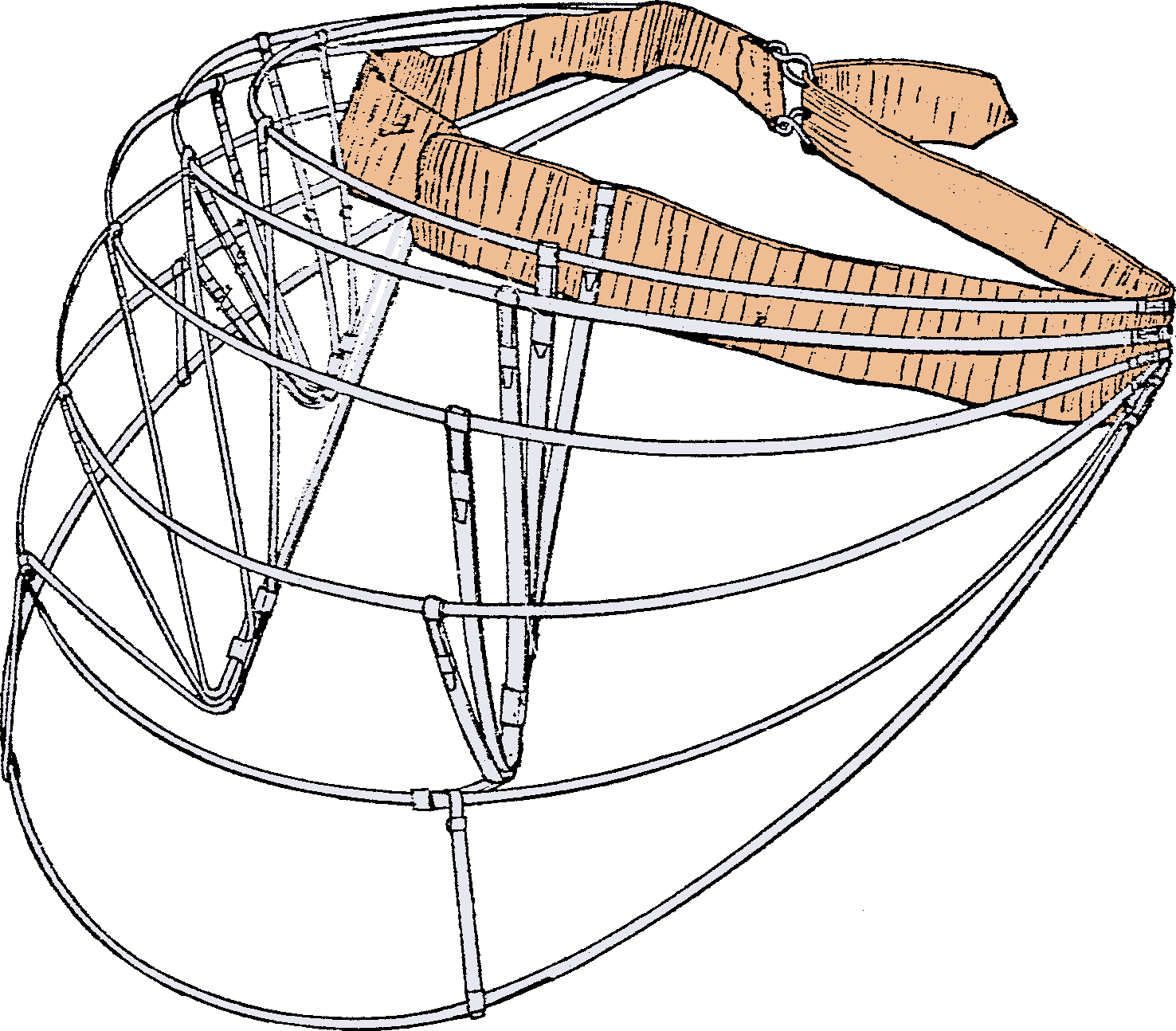
La prima tournure, 1873.

Mentre la crinolina veniva sostituita dalla demi-crinoline, si sviluppò l'uso della vera e propria tournure che nel giro di pochi anni sostituì definitivamente anche la nuova crinolina. 
Il primo tipo di tournure presentava la parte anteriore piatta e quella posteriore rigonfia, ma, a differenza della demi-crinoline, la struttura di sostegno era rotondeggiante e non a mezza campana. La forma era data da una sola stecca circolare (o cinghia), che sosteneva il davanti e terminava nel retro, e da alcune stecche semicircolari presenti soltanto sul retro. La loro funzione era quella di sostenere i ricchi drappeggi posteriori degli abiti, direttamente ispirati alle robes à la polonaise dell'epoca di Maria Antonietta. In questo tipo di abito era solitamente presente il traîne, ovverosia un pesante strascico drappeggiato che arrivava sino a terra.
Tra il 1877 e il 1881, la tournure steccata scomparve, lasciando il posto a una sottogonna di semplice tela spessa. La linea degli abiti era infatti diventata filiforme, priva di volume sulla parte anteriore e con un corsetto più stretto che tendeva a dare slancio alla figura femminile.

### Seconda tournure (1881-1889)

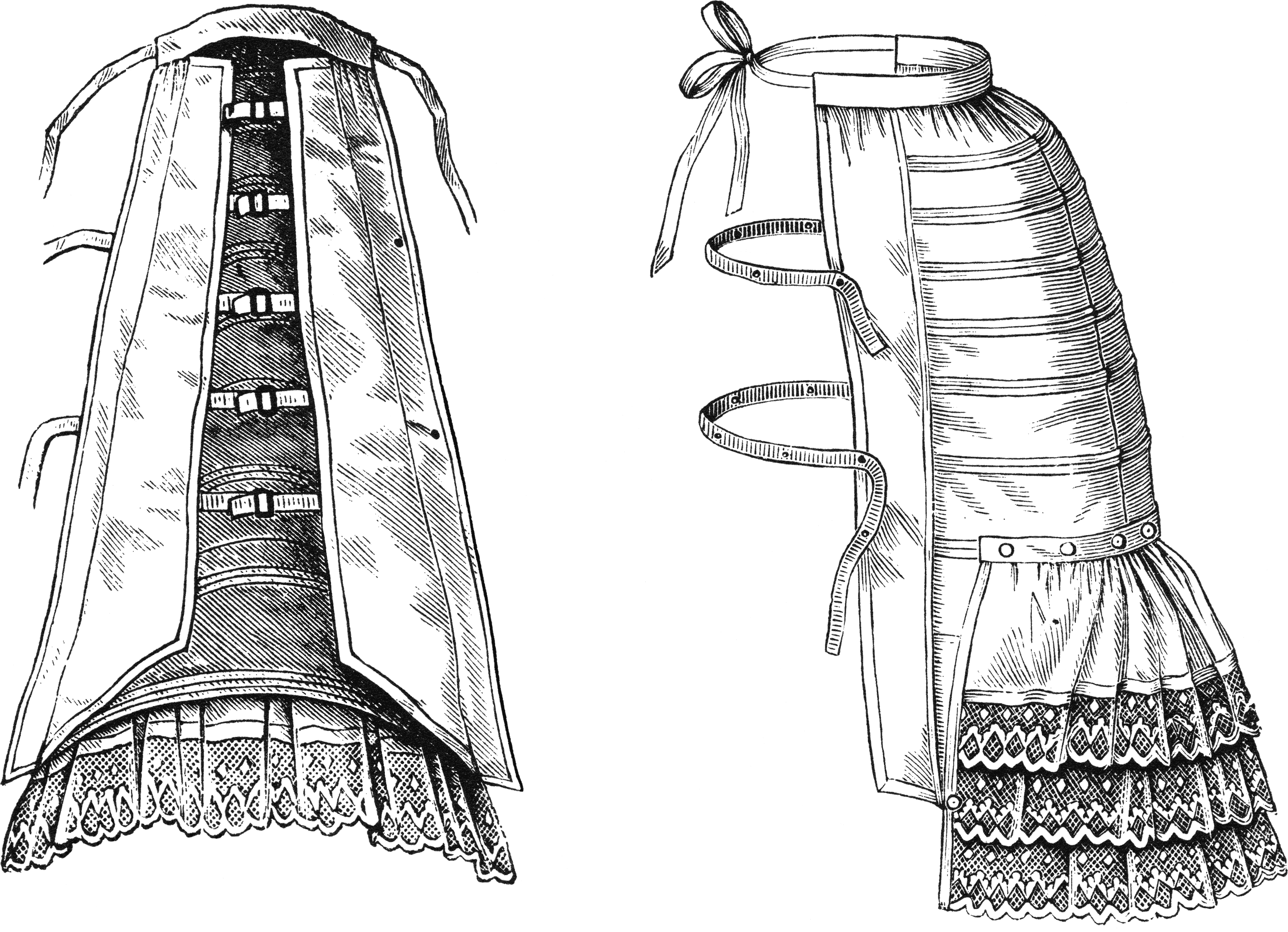
La seconda tournure, 1881.

Nel 1881 la tournure tornò in auge rigonfiandosi lentamente finché nel 1882 venne introdotto un nuovo modello che risultava più funzionale del precedente. La vecchia tournure, col suo drappeggio e lo strascico, rendeva difficoltoso, se non impossibile, il sedersi senza sciupare il vestito; il nuovo modello dell'82 era dotato dello strapontin, un meccanismo formato da vari cerchi che permetteva di sedersi agevolmente, raccogliendo lo strascico. Il volume creato sui fianchi e sulla parte posteriore per mezzo della tournure contrastava con l'esile figura del busto, sempre più stretta e slanciata, che privilegiava una forma allungata e mortificante per la cassa toracica e il seno. La tournure gonfia sparì nuovamente alla fine degli anni '80.

### L'ultima fase della tournure (1889-1913)
La tournure continuò la sua esistenza come imbottitura, detta cul de Paris, in aggiunta agli stretti busti della Belle Époque, che donavano alla donna una forma ad S. Col '900 il corpo femminile perse questa connotazione e mutò verso linee più diritte e classiche.

## Galleria d'immagini

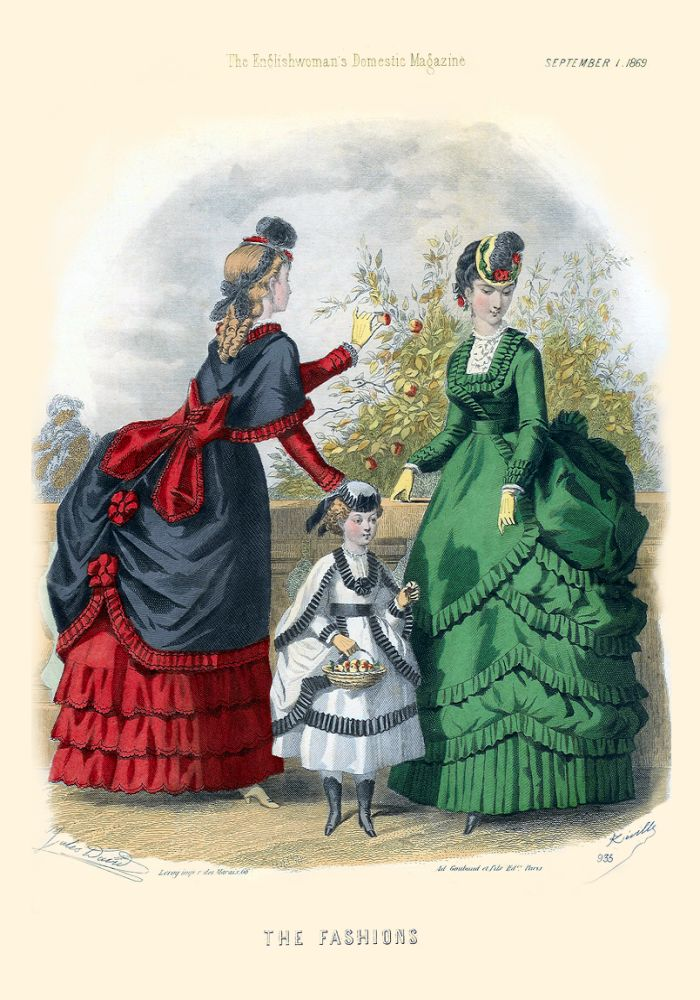
Dame con la prima tournure, 1869. Le gonne richiamano le polonaise di Maria Antonietta.
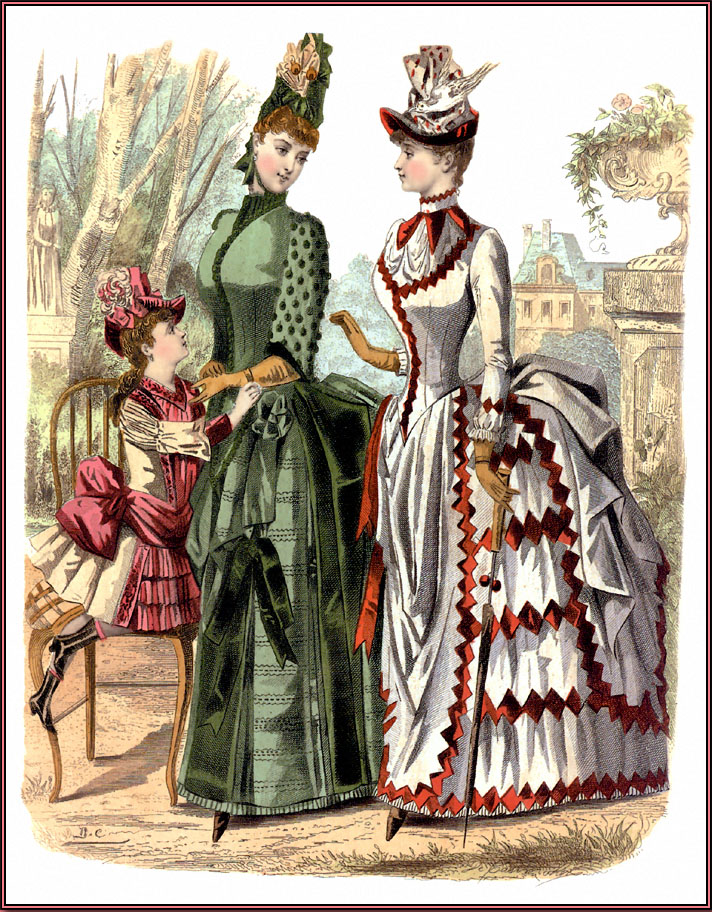
Dame con la seconda tournure, 1885. La nuova tournure permetteva di sedersi senza inconvenienti.
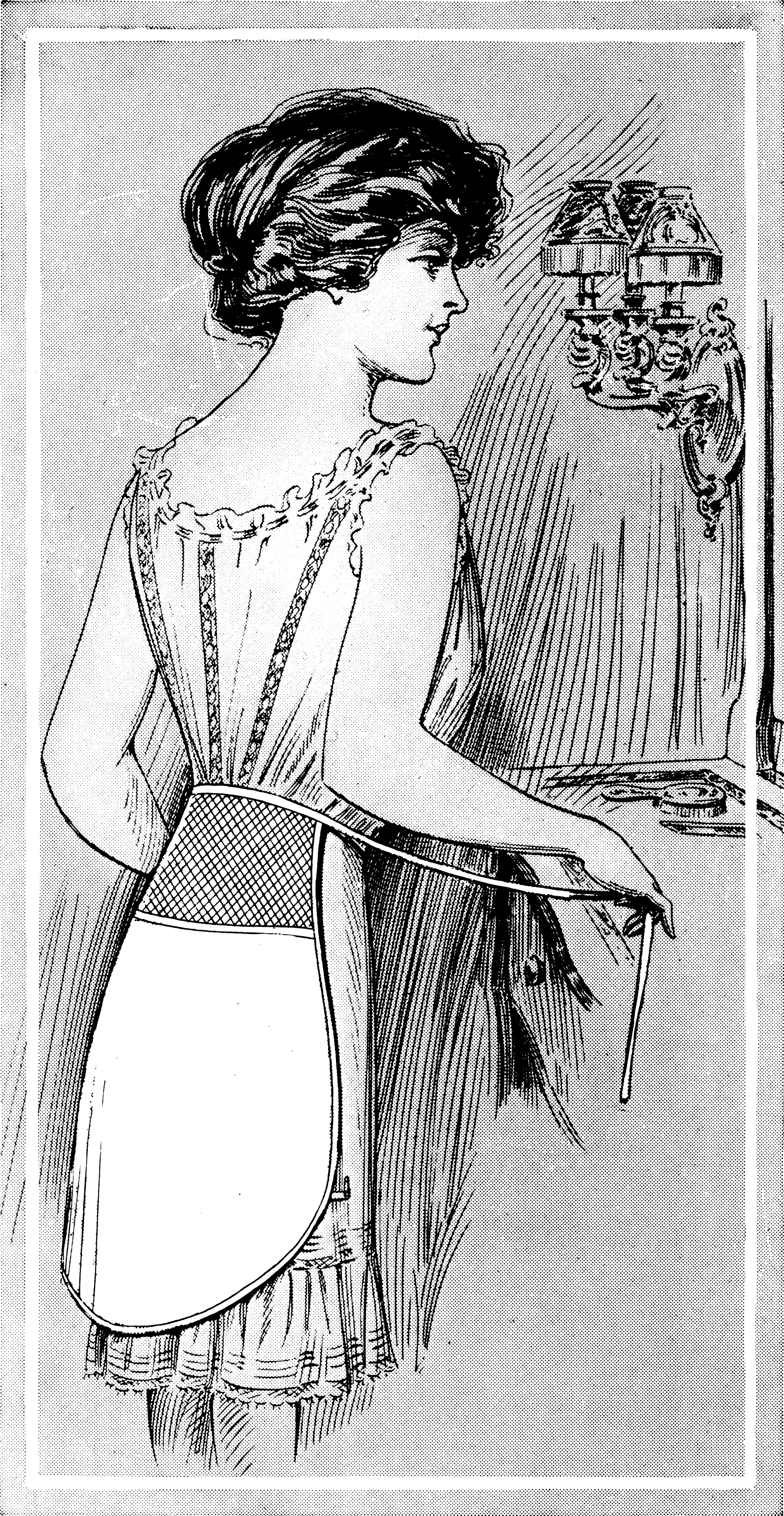
Nel 1913 la tournure compare per l'ultima volta come imbottitura.